# Шазель, Мари-Анн
Мари-Анн Франс Жаклин Шазель (фр. Marie-Anne France Jacqueline Chazel; род. 19 сентября 1951 года, Гап, Альпы Верхние, Франция) — французская актриса, кинорежиссёр и сценарист, участница французской театральной труппы «Le Splendid». Дочь французской актрисы  Любы Герчикофф.

## Биография

### Ранние годы. Семья
Мари-Анн — дочь французской актрисы Любы Герчикофф (Louba Guertchikoff, урождённой Любы Луиз Пинон / Louba Louise Pinon, 1919—1999) и французского пастора Поля Шазеля (1918—2002). У Мари-Анн есть ещё две сестры — Мари-Лор и Мари-Клод — и брат, который умер.
В 1967 года она поступила в Лицей Пастера в пригороде Парижа Нёйи–сюр–Сен, где училась вместе с будущими звёздами французского кино такими как Мишель Блан, Жерар Жюньо, Тьерри Лермитт и Кристианом Клавье. Кристиан Клавье в дальнейшем станет её мужем.
После получения диплома, Мари-Анн два года училась в университете на факультете истории-географии. В 1974 году лицейские друзья создали театральную труппу «Splendid». Все они учились на театральных курсах актрисы Тсиллы Шелтон (Tsilla Chelton), известной в частности по главной роли в фильме «Tatie Danielle».

### Карьера
Первый успех пришёл к группе «Splendid» в 1976 году с постановкой пьесы «Amour, coquillages et crustacés» (Любовь, ракушки и ракообразные). В 1978 году снялась в роли Жижи в фильме «Загорелые» комедии, ставшей культовой во Франции. Затем, в 1979 году, вышло продолжение комедии «Загорелые на лыжах». Актриса участвовала в третьем фильме снятом почти 30 лет спустя — «Весёлые и загорелые».
В 1981 году в театре, а в 1982 году и в кино она сыграла роль Жозет в фильме «Дед Мороз — отморозок». Мари-Анн снималась в таких фильмах, как «Развратная жизнь Жерара Флока» (1986), «Пришельцы» (1992), «Месть блондинки» (1994), «Сёстры Солей» (1996).

### Личная жизнь
Выйдя замуж за Кристиана Клавье, Мари-Анн родила в 1983 году дочь Марго. В 1999 году во время родов умерла их вторая дочь.
После множества творческих совместных проектов и 30 лет супружеской жизни в 2001 году Мари-Анн развелась с Клавье. Она тяжело переживала развод, тем более что делить пришлось ещё и общих друзей. Сегодня Мари-Анн и Кристиан сохраняют дружеские отношения.

## Избранная фильмография

### Актриса
- 1975 — Глоток воздуха / Le Bol d’air
- 1976 — Крылышко или ножка / L' Aile Ou La Cuisse
- 1976 — Беги за мной, чтоб я тебя поймала / Cours après moi que je t’attrape
- 1976 — Дальше некуда! / On aura tout vu
- 1977 — Вы не получите Эльзас и Лотарингию / Vous n’aurez pas l’Alsace et la Lorraine
- 1977 — Мишень / Le Point de mire
- 1978 — Порыв сирокко / Le Coup de sirocco
- 1978 — (Как) черепаха на спине / La tortue sur le dos
- 1978 — Загорелые / Les bronzes
- 1979 — У героев не мёрзнут уши / Les Héros n’ont pas froid aux oreilles
- 1979 — Загорелые на лыжах / Les bronzes font du ski
- 1981 — Заходи — я живу у подруги / Viens chez moi, j’habite chez une copine
- 1981 — В следующем году, если всё будет хорошо / L’année prochaine, si tout va bien
- 1981 — Хипповая тусовка / Quand tu seras débloqué, fais-moi signe !
- 1981 — Мы не ангелы, но и они тоже / On n’est pas des anges… elles non plus
- 1982 — Дед Мороз — отморозок / Le Père Noël est une ordure
- 1985 — Сцены из жизни / Tranches de vie
- 1985 — Любовь тайком / Тайная любовь / L’Amour en douce
- 1986 — Цыганка / La Gitane
- 1986 — Распутная жизнь Жерара Флока / La Vie dissolue de Gérard Floque
- 1989 — Мои лучшие друзья / Mes meilleurs copains
- 1992 — Отпуск в чистилище / Vacances au purgatoire
- 1993 — Пришельцы / Les Visiteurs
- 1994 — Коварство славы / Grosse Fatigue
- 1993 — Месть блондинки / La vengeance d’une blonde
- 1997 — Сёстры Солей / Les sœurs soleil
- 1998 — Пришельцы 2: Коридоры времени / Les Couloirs du temps : Les visiteurs 2
- 2004 — Караул, мне 30 лет! / Au secours, j’ai 30 ans!
- 2006 — Весёлые и загорелые / Les bronzés 3: amis pour la vie
- 2007 — Новеллы Мопассана (телесериал 2007—2011 гг., новеллы «Избранник госпожи Юссон», «Семья») / Chez Maupassant (Le Rosier de Madame Husson, En famille)
- 2009 — Век Мопассана. Повести и рассказы XIX столетия (телесериал 2009—2010 гг., новелла «Копилка») / Au siècle de Maupassant: Contes et nouvelles du XIXème siècle (La cagnotte)
- 2016 — Пришельцы 3: Взятие Бастилии

### Режиссёр
- 2001 — Le Cœur sur la main (короткометражный)
- 2004 — Караул, мне 30 лет! / Au secours, j’ai 30 ans!

### Сценарист
- 1975 — Глоток воздуха / Le Bol d’air
- 1978 — Загорелые / Les bronzes
- 1979 — Загорелые на лыжах / Les bronzes font du ski
- 1982 — Дед Мороз — отморозок / Le Père Noël est une ordure
- 1993 — Месть блондинки / La vengeance d’une blonde
- 1997 — Сёстры Солей / Les sœurs soleil
- 2001 — Le Cœur sur la main (короткометражный)
- 2004 — Караул, мне 30 лет! / Au secours, j’ai 30 ans!
- 2006 — Весёлые и загорелые / Les Bronzes 3: amis pour la vie